# セミレチエ地方

ロシア帝国時代に編成された1900年当時のセミレチエ州の領域

セミレチエ地方（ロシア語: Семиречье）とは、中央アジアの歴史的地域の呼称である。カザフスタン南東部とキルギス（クルグズスタン）北部にまたがる地域を指し、カザフスタンの都市アルマトゥとキルギスの首都ビシュケクはこの地域に含まれる。

## 範囲、語源
北はバルハシ湖、北東はサシクコル湖とアラコル湖、東はジュンガル・アラタウ山脈、南はナリン川上流を範囲とする地域がセミレチエに含まれる。歴史家のワシーリィ・バルトリドは本来「セミレチエ」は元来はイリ川北部のみを指す呼称と推定している。
「セミレチエ」は「7つの川」を意味する言葉で、カザフ語、キルギス語で「7つの川」を表す「ジェティス（Jetísu/Jeti-suu）」がロシア語に訳されたものである。中世のイスラーム世界の地理書には「7つの川」を指す地名は見られず、チョカン・ワリハーノフが収集したキルギスの叙事詩『マナス』の一種で確認される。
「7つの川」はバルハシ湖に流入する河川を表し、該当する河川については諸説挙げられている。
- ヴランガリーの説 - アヤグズ川（英語版）、レプシ川（英語版）、アクスゥ川（英語版）、ビエン川、コクスゥ川（ロシア語版）（クズル・アガチ）、カラタル川、イリ川
- A.K.ゲインスの説 - レプシ川、バスカン川、サルカン川、アクスゥ川、ビエン川、カラタル川、コクスゥ川
- スカイラーの説 - イリ川、レプシ川、バスカン川、アクスゥ川、サルカン川、カラタル川、コクスゥ川

## 歴史
先史時代のセミレチエではアンドロノヴォ文化、カラスク文化が営まれていた。
セミレチエは遊牧に適した地域であり、サカ、烏孫、西突厥、テュルギシュ、カルルク、カラハン朝、カラキタイ（西遼）などの勢力が拠点としていた。また、ザイリスキー・アラタウ山脈の麓には農耕、都市生活に適した土地も多く、ソグド人の植民都市では中国西部の影響を受けた仏教文化が繁栄した。突厥の支配を受けた5世紀にはセミレチエの一部の地域で灌漑が行われ、ソグディアナの文化が波及した。ベラサグン、スイアブ、カルヤクなどのセミレチエに建てられた都市は定住民と遊牧政権の交流の場となった。
13世紀のモンゴル帝国の台頭後、セミレチエの都市、農耕文化は衰退していく。セミレチエはモンゴル帝国の継承国であるチャガタイ・ハン国およびモグーリスタン・ハン国の支配下に入り、16世紀以後はカザフ、クルグズカルマクの抗争の舞台となり、18世紀半ばにカルマクは敗退する。1846年にロシア帝国はセミレチエのクルグズを制圧し、1867年にセミレチエを併合した。
ロシア帝国の統治下でセミレチエ州が設置され、州はトルキスタン総督府の管轄下に置かれる。1854年に建設されたヴェールヌイ要塞を前身とするヴェールヌイ市（現在のアルマトゥ）が州都に制定され、ヴェールヌイにトルキスタン主教管区の主教座が置かれた。また、セミレチエ州の設立当初はチュイ川沿岸の沼地に建てられたトクマクが南西部の統治の中心となる郡に定められていたが、1878年に郡都はコーカンド近郊のピシュペク（現在のビシュケク）に移された。1847年からコサックのセミレチエへの移住が始まり、1868年からロシア人農民のセミレチエ入植が進められたが、移住者であるコサックと農民の利害は必ずしも一致しなかった。
19世紀末にセミレチエへの移住は制限されたが、20世紀初頭にロシア政府は地域のロシア化の促進のために移住を推進した。1930年代にトルクシブ鉄道が開通すると、セミレチエの開発はより進展した。